# Technical Ecstasy
Technical Ecstasy je sedmé studiové album skupiny Black Sabbath. Tato deska spolu s albem Never Say Die! už nedosáhla takového úspěchu jako předchozí alba Black Sabbath.
S tímto albem skupina dále pokračovala v separaci od své původní temné tvorby; objevují se texty o drogách, prostituci a transvestitech. Zřídka se objevuje temná atmosféra. Skladby jako "Rock 'n' Roll Doctor" a "It's Alright" (zpívaná bubeníkem Billem Wardem) se velmi liší od původní tvorby skupiny. Také dále pokračují experimenty s klávesami a syntezátory ještě více než na předchozích albech.
Skladba "She's Gone" je nahraná spolu s orchestrem. Tuto píseň přezpívala na text Jaromíra Nohavici česká zpěvačka Marie Rottrová pod názvem "Lásko, voníš deštěm".
Skladbu "It's Alright" živě přehráli Guns N' Roses a vydali na albu Live Era: '87-'93.

## Seznam skladeb
Autory skladeb jsou Ozzy Osbourne, Tony Iommi, Geezer Butler a Bill Ward.
| Pořadí | Název                          | Délka |
| ------ | ------------------------------ | ----- |
| 1.     | Back Street Kids               | 3:47  |
| 2.     | You Won't Change Me            | 6:42  |
| 3.     | It's Alright                   | 4:04  |
| 4.     | Gypsy                          | 5:14  |
| 5.     | All Moving Parts (Stand Still) | 5:07  |
| 6.     | Rock 'n' Roll Doctor           | 3:30  |
| 7.     | She's Gone                     | 4:58  |
| 8.     | Dirty Women                    | 7:13  |

## Sestava
- Ozzy Osbourne - zpěv
- Tony Iommi - kytara
- Geezer Butler - baskytara
- Bill Ward - bicí
- Gerald Woodruffe – klávesy